# Heinrich Staudinger

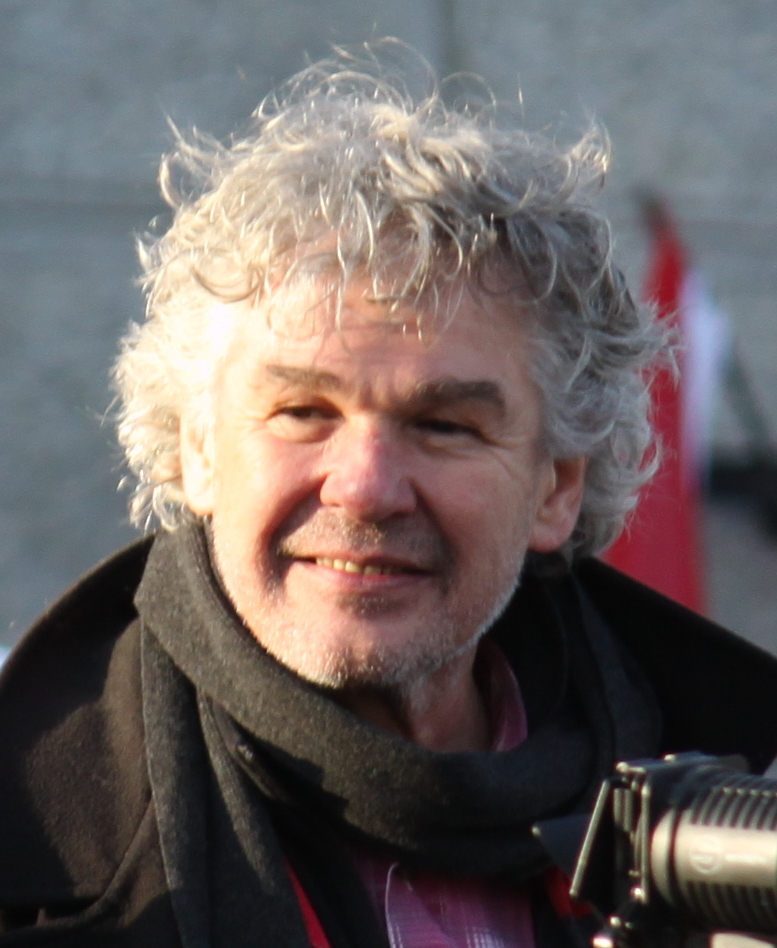
Heini Staudinger (2012)

Heinrich „Heini“ Staudinger (* 5. April 1953 in Vöcklabruck) ist ein österreichischer Unternehmer. 2022 kandidierte er bei der  Bundespräsidentenwahl in Österreich.

## Leben
Heinrich Staudinger wuchs in Schwanenstadt in Oberösterreich in einem katholischen Elternhaus auf. Er begann in Wien diverse Studienrichtungen, u. a. Medizin, und gründete 1980 mit dem Verkauf von Schuhen der dänischen Marke Earth Shoe ein Schuhgeschäft in Wien in der Lange Gasse im 8. Wiener Gemeindebezirk, welches sich zum Unternehmen GEA (später GEA / Waldviertler) entwickelte – mit Direktversand, Werksverkauf und Messen in Schrems, weiteren 34 Filialen in Österreich, 20 Filialen in Deutschland und einer Filiale in der Schweiz (August 2020).

### GEA/Waldviertler

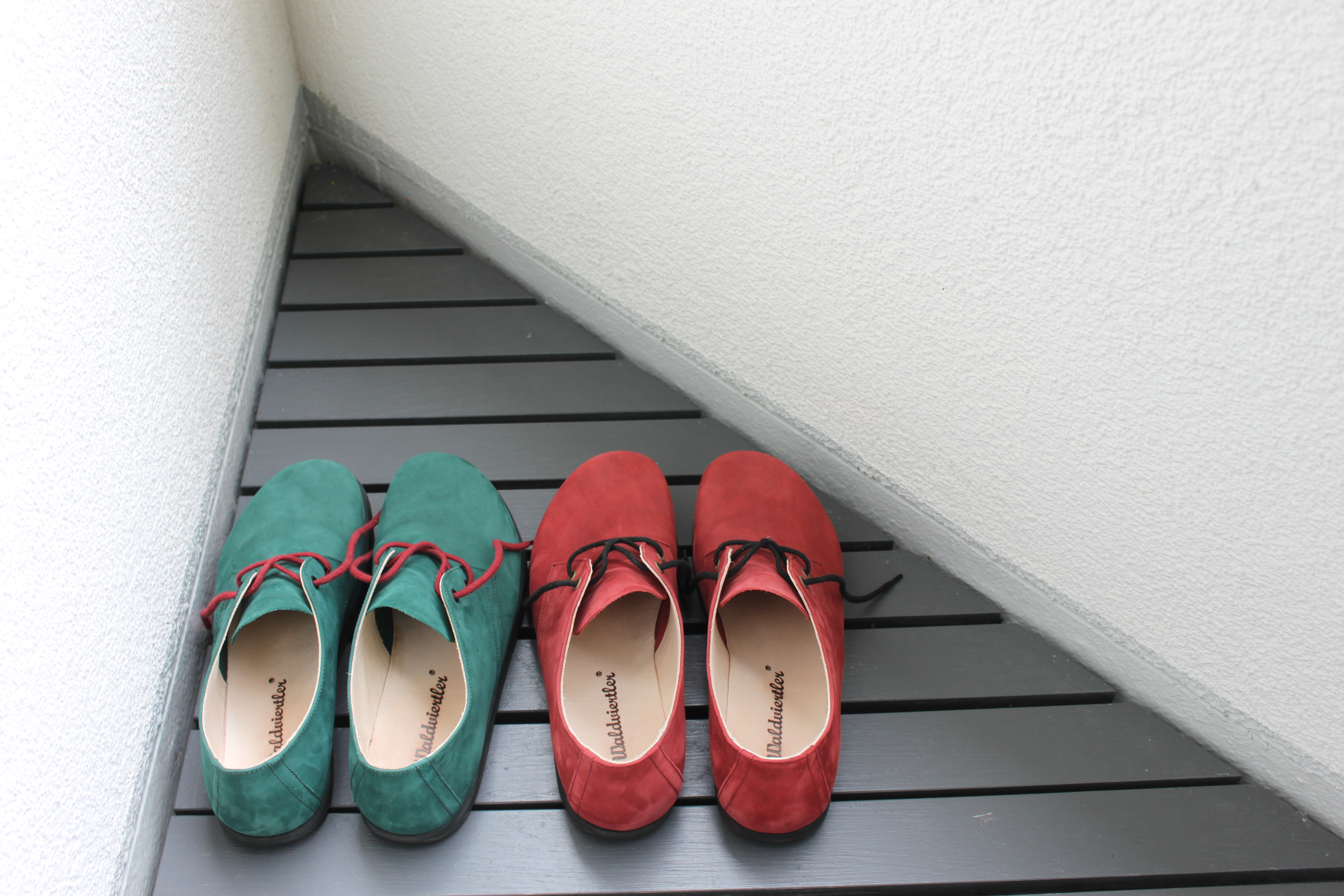
Waldviertler

1984 wurde in Schrems im Waldviertel eine selbstverwaltete Schuhfabrik Waldviertler Schuhwerkstatt – die die Waldviertler-Schuhe und andere Produkte produziert und entwickelt – gegründet, wo er als inzwischen ehemaliger Vertriebskunde ab 1991 Miteigentümer war und seit 1994 Mehrheitseigentümer ist. Die Fabrik wurde um eine Möbelwerkstatt erweitert. 2009 wurde in Schrems eine Halle aus dem Ergee-Konkurs gekauft, 2013 das leerstehende Hotel Post, das im Mai 2013 als Teil der GEA Akademie (wieder-)eröffnet wurde.
Im GEA Verlag erscheint seit 2004 die Zeitschrift brennstoff, eine Weiterentwicklung von Beiträgen und Glossen in den seit „1997 ‚dank‘ einer Krise“ erscheinenden Werbeheften GEA Album.
2005 initiierte Staudinger die alternative Währung Waldviertler Regional.
Im Sommer 2013 kündigte er die GEA Formel Z an, einen „Verein zur Förderung von Kindern“.

### Genossenschaft
Seit Mitte der 2000er Jahre befasst sich Staudinger mit der Idee, sein Unternehmen in eine Genossenschaft zu überführen. 2006 besuchte er die baskische Mondragon, und seit 2012, als er die TAZ-Leute kennenlernte, ist ihm „das Genossenschaftsmodell der TAZ Vorbild“. 2014 gründete er die „Rückenwind COOP“ als „Förderungs- und Prüfungsverein gemeinwohlorientierter Genossenschaften“.

### Kreditfall Staudinger / Crowdfunding-Gesetz
Mit dem Kreditfall Staudinger wurde Heinrich Staudinger 2012 zur Staatsaffäre und erhielt internationale Aufmerksamkeit. Weil er von seiner Hausbank keinen Kredit mehr bekam, lieh er mit einer Art Crowdfunding Geld von seinen Freunden und Kunden. Daraufhin wurde gegen ihn von der österreichischen Finanzmarktaufsichtsbehörde FMA ein Verwaltungsstrafverfahren eröffnet, da er durch die Aufnahme von Krediten unerlaubt das Geschäft einer Bank betrieb. In diesem Zusammenhang erhielt Staudinger argumentative Unterstützung von Christoph Leitl, dem Präsidenten der Wirtschaftskammer Österreich und vermittelte seine Erfahrungen der Jungen Wirtschaft in der WKÖ.
Am 17. Jänner 2014 wurde bekannt, dass auch eine letzte Gerichtsentscheidung gegen Heini Staudinger ausging. „Nach dem Verwaltungsgerichtshof (VwGH) und dem Verfassungsgerichtshof (VfGH) bestätigte auch der Unabhängige Verwaltungssenat (UVS) die Rechtsmeinung der Finanzmarktaufsicht (FMA). Bis Ende Jänner 2014 gewährte die FMA Staudinger eine Nachfrist, um entweder das ausgeborgte Geld zurückzuzahlen oder alternative Lösungen vorzulegen.“ Staudinger hatte 3 Mio. Euro zur Finanzierung einer Photovoltaikanlage und einer Lagerhalle bei Privatleuten eingesammelt. Die FMA wurde in ihrer Rechtsmeinung bestätigt, dass es sich dabei um ein Bankgeschäft handle, wofür er eine Bankkonzession brauchen würde. „Nicht öffentliche Anleihe oder die Nachrangigkeitserklärung“ waren laut seinem Bruder und Anwalt Karl Staudinger die Alternativvarianten in Überlegung. Laut Kurier vom 21. Jänner 2014 wollte Staudinger das rechtskonforme Nachrangigkeitsdarlehen – der GmbH bei 4 % Zinsen p. a. – anwenden und gab dazu noch eine persönliche Bürgschaft.

### Bundespräsidentenwahl 2022
Als Teilnehmer der Bundespräsidentenwahl in Österreich am 9. Oktober 2022 (Ergebnis: Wiederwahl von Alexander Van der Bellen) erhielt Staudinger 1,5 Prozent der Stimmen. Staudinger führte keinen Wahlkampf im klassischen Sinne, sondern beschränkte sich auf wenige Auftritte und Interviews, bei welchen er mitunter durch eigenwillige Ansichten auffiel, aber auch als authentisch empfunden wurde. Als seine Kernthemen strich er eine kritische Haltung gegenüber Kapitalismus, Konzernen, Ressourcenverbrauch und Vermögensverteilung hervor. In einem Interview auf puls 4 am 28. September 2022 sagte Staudinger zur MeToo-Bewegung, dass die Forderungen der politischen Correctness von der CIA entwickelt worden seien. Angesprochen auf den Russischen Überfall auf die Ukraine sah Staudinger die Ukraine und die NATO genauso in der Verantwortung wie Russland.

## Audio
- 2013 Im Gespräch: Bürgerrecht vor Bankenrecht. Ö1[23]
- 2014 Gedanken: Heinrich Staudinger – Wirtschaftsrebell und Unternehmer. Ö1[24]

## Film
- Nicole Scherg: Das Leben ist keine Generalprobe, Österreich 2016, Digital Video/DCP, 90 min., mit Unterstützung von BMUKK Innovative Film, ORF Film/Fernsehabkommen Innovation, Land Niederösterreich[25]